# Szamostóhát
Szamostóhát (Tohat), település Romániában, a Partiumban, Máramaros megyében.

## Fekvése
Szilágycsehtől északkeletre, a Szamos bal partján fekvő település.

## Története
Szamostóhát, Tóhát nevét 1424-ben említette először oklevél Thohath néven.
1475-ben, 1477-ben Thohad, 1555-ben Tohat, 1569-ben Tohatt, 1733-ban Tóhát, 1808-ban Tohátu, 1913-ban Szamostóhát-nak írták.
Thohath a Kusalyi Jakcs család tagjainak részbirtoka volt, kiktől a birtok Kusalyi Jakcs Jánosra eső részét 1461-ben Bélteki Drágfy Miklós foglalta el.
1555-ben Tohat birtok Bélteki Drágfy Györgyről Kusalyi Jakcsokra szállt.
1910-ben 327 lakosából 3 magyar, 11 német, 313 román volt. Ebből 313 görögkatolikus, 14 izraelita volt.
A trianoni békeszerződés előtt Szilágy vármegye Szilágycsehi járásához tartozott.

## Hivatkozások

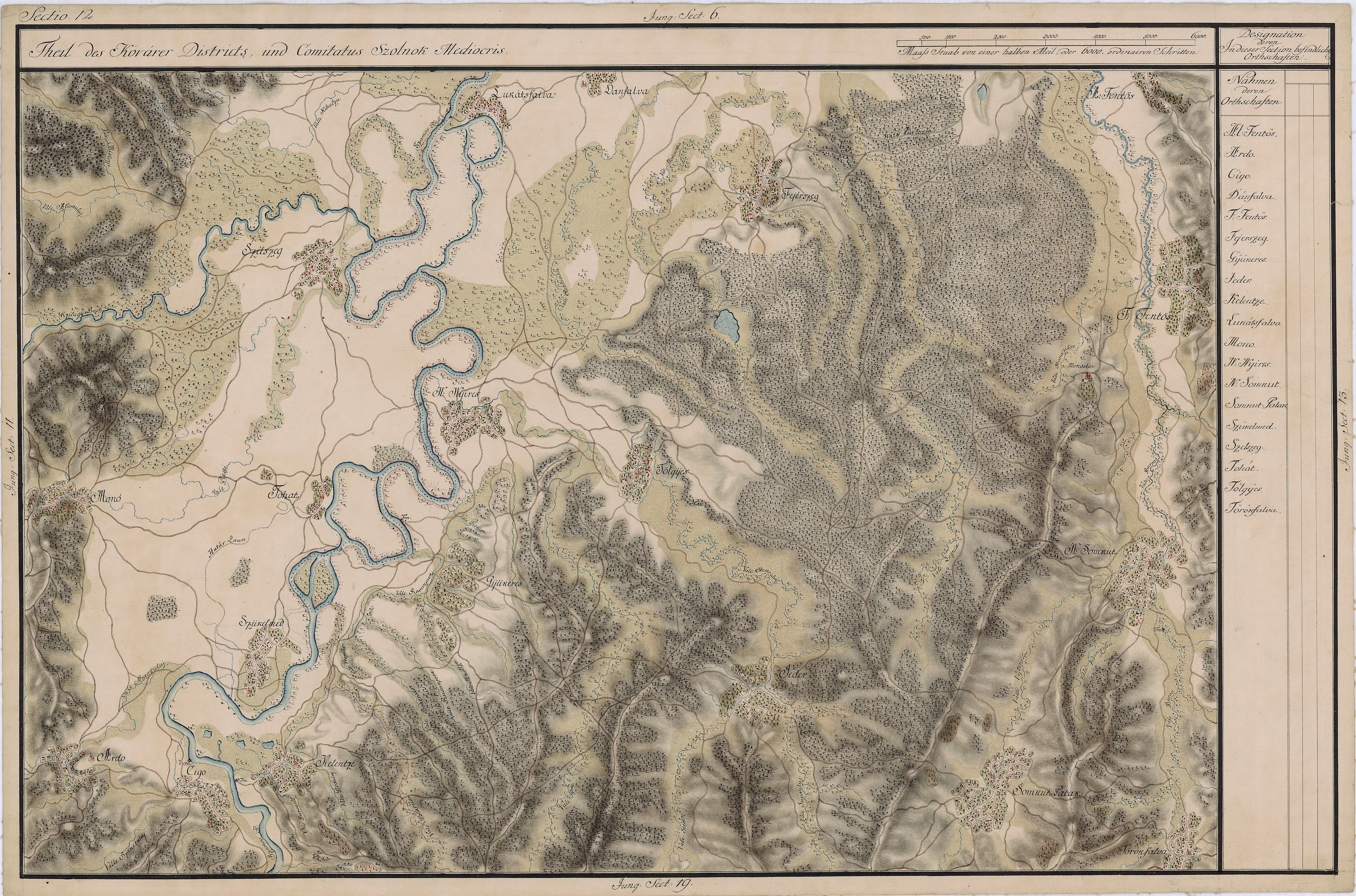
Szamostóhát, Tóhát egy régi térképen